# Kazachs curlingteam (gemengddubbel)
Het Kazachse curlingteam vertegenwoordigt Kazachstan in internationale curlingwedstrijden.

## Geschiedenis
Kazachstan debuteerde op het wereldkampioenschap curling voor gemengddubbele landenteams van 2014 in het Schotse Dumfries. Het team won twee van de acht wedstrijden, maar werd daarmee slechts achtentwintigste van de 34 landen. Het beste resultaat behaalden Sitora Allijarova en Abylajchan Zjoezbaj in 2018, een negentiende plaats. Op het wk van 2019 won hetzelfde team zelfs vier van de zeven wedstrijden. Dat was goed voor een vijfentwintigste plaats in een veld van 48 deelnemers.
Kazachstan nam nog niet deel aan het gemengddubbel op de Olympische Winterspelen.

## Kazachstan op het wereldkampioenschap
| Jaar | Plaats        | Team                                    | WG            | W             | V             | PV            | PT            |
| ---- | ------------- | --------------------------------------- | ------------- | ------------- | ------------- | ------------- | ------------- |
| 2008 | Geen deelname | Geen deelname                           | Geen deelname | Geen deelname | Geen deelname | Geen deelname | Geen deelname |
| 2009 | Geen deelname | Geen deelname                           | Geen deelname | Geen deelname | Geen deelname | Geen deelname | Geen deelname |
| 2010 | Geen deelname | Geen deelname                           | Geen deelname | Geen deelname | Geen deelname | Geen deelname | Geen deelname |
| 2011 | Geen deelname | Geen deelname                           | Geen deelname | Geen deelname | Geen deelname | Geen deelname | Geen deelname |
| 2012 | Geen deelname | Geen deelname                           | Geen deelname | Geen deelname | Geen deelname | Geen deelname | Geen deelname |
| 2013 | Geen deelname | Geen deelname                           | Geen deelname | Geen deelname | Geen deelname | Geen deelname | Geen deelname |
| 2014 | 28            | Aleksandr Orlov & Olga Ten              | 8             | 2             | 6             | 50            | 54            |
| 2015 | Geen deelname | Geen deelname                           | Geen deelname | Geen deelname | Geen deelname | Geen deelname | Geen deelname |
| 2016 | 37            | Viktor Kim & Olga Ten                   | 6             | 0             | 6             | 17            | 59            |
| 2017 | 38            | Viktor Kim & Diana Torkina              | 7             | 0             | 7             | 16            | 87            |
| 2018 | 19            | Abylajchan Zjoezbaj & Sitora Allijarova | 7             | 3             | 4             | 45            | 48            |
| 2019 | 25            | Abylajchan Zjoezbaj & Sitora Allijarova | 7             | 4             | 3             | 53            | 48            |
| 2021 | Geen deelname | Geen deelname                           | Geen deelname | Geen deelname | Geen deelname | Geen deelname | Geen deelname |
| 2022 | Geen deelname | Geen deelname                           | Geen deelname | Geen deelname | Geen deelname | Geen deelname | Geen deelname |
| 2023 | Geen deelname | Geen deelname                           | Geen deelname | Geen deelname | Geen deelname | Geen deelname | Geen deelname |
| 2024 | Geen deelname | Geen deelname                           | Geen deelname | Geen deelname | Geen deelname | Geen deelname | Geen deelname |
| 2025 | Geen deelname | Geen deelname                           | Geen deelname | Geen deelname | Geen deelname | Geen deelname | Geen deelname |

Australië · België · Brazilië · Bulgarije · Canada · China · Chinees Taipei · Denemarken · Duitsland · Engeland · Estland · Filipijnen · Finland · Frankrijk · Griekenland · Groot-Brittannië · Guyana · Hongarije · Hongkong · Ierland · India · Israël · Italië · Jamaica · Japan · Kazachstan · Kirgizië · Koeweit · Kosovo · Kroatië · Letland · Litouwen · Luxemburg · Mexico · Mongolië · Nederland · Nieuw-Zeeland · Nigeria · Noorwegen · Oekraïne · Oostenrijk · Polen · Portugal · Puerto Rico · Qatar · Roemenië · Rusland · Saoedi-Arabië · Schotland · Servië · Slovenië · Slowakije · Spanje · Thailand · Tsjechië · Turkije · Verenigde Staten · Wales · Wit-Rusland · Zuid-Korea · Zweden · Zwitserland